# Lancer du marteau masculin aux championnats du monde d'athlétisme 1983
Navigation
Rome 1987
L'épreuve du lancer du marteau masculin des championnats du monde d'athlétisme 1983 s'est déroulée les 8 et 9 août 1983 dans le Stade olympique d'Helsinki, en Finlande. Elle est remportée par le Soviétique Sergey Litvinov.

## Résultats

### Finale
| Rang               | Athlète           | Pays                 | Essais | Essais | Essais | Essais | Essais | Essais | Marque  | Notes |
| Rang               | Athlète           | Pays                 | 1      | 2      | 3      | 4      | 5      | 6      | Marque  | Notes |
| ------------------ | ----------------- | -------------------- | ------ | ------ | ------ | ------ | ------ | ------ | ------- | ----- |
| Médaille d'or      | Sergey Litvinov   | Union soviétique     | 82.68  | 82.04  | 73.54  | 80.90  | 80.26  | 81.84  | 82.68 m |       |
| Médaille d'argent  | Youri Sedykh      | Union soviétique     | 79.22  | 79.76  | 80.64  | 80.94  | 78.96  | X      | 80.94 m |       |
| Médaille de bronze | Zdzisław Kwaśny   | Pologne              | 77.38  | 79.42  | 79.16  | 76.44  | 76.40  | X      | 79.42 m | NR    |
| 4                  | Igor Nikulin      | Union soviétique     | 77.86  | 78.46  | X      | 78.96  | 79.34  | 77.74  | 79.34 m |       |
| 5                  | Günther Rodehau   | Allemagne de l'Est   | X      | 76.04  | 74.80  | 77.08  | 75.36  | 76.12  | 77.08 m |       |
| 6                  | Klaus Ploghaus    | Allemagne de l'Ouest | 76.96  | 76.12  | 75.26  | X      | 76.76  | 76.94  | 76.96 m |       |
| 7                  | Karl-Hans Riehm   | Allemagne de l'Ouest | 76.92  | X      | 76.70  | 74.82  | 73.74  | X      | 76.92 m |       |
| 8                  | Emanuil Dyulgerov | Bulgarie             | 76.22  | 74.58  | 76.64  | 76.12  | X      | 75.38  | 76.64 m |       |
| 9                  | Juha Tiainen      | Finlande             | 73.52  | 74.54  | 75.60  |        |        |        | 75.60 m |       |
| 10                 | Harri Huhtala     | Finlande             | 74.52  | 75.46  | 73.96  |        |        |        | 75.46 m |       |
| 11                 | Christoph Sahner  | Allemagne de l'Ouest | 70.60  | 71.26  | 72.86  |        |        |        | 72.86 m |       |
| 12                 | Roland Steuk      | Allemagne de l'Est   | 72.10  | X      | X      |        |        |        | 72.10 m |       |

## Légende
Records et Performances
- AR : Record continental (area record)
- CR : Record des championnats (championship record)
- MR : Record du meeting (meet record)
- NR : Record national (national record)
- OR : Record olympique (olympic record)
- PR : Record paralympique (paralympic record)
- PB : Record personnel (personal best)
- SB : Meilleure performance personnelle de la saison (season's best)
- WL : Meilleure performance mondiale de l'année (world leader)
- WJR : Record du monde junior (world junior record)
- WR : Record du monde (world record)

Circonstances et Conditions
- DNF : N'a pas terminé (did not finish)
- DNS : N'a pas pris le départ (did not start)
- DQ : Disqualification (disqualification)
- NM : Aucun essai valable enregistré (No Mark)
- Q : Qualifié « directement » au prochain tour (ou à la prochaine compétition), lors d'une compétition majeure, grâce au classement ou à la réalisation des minima (automatic qualifier)
- q : Qualifié au prochain tour (ou à la prochaine compétition), lors d'une compétition majeure, grâce au repêchage ou à la réalisation de l'une des meilleures performances parmi celles des « non qualifiés directement » (grâce au meilleur temps ou à la meilleure distance par exemple) (secondary qualifier)